# Iwan Sulima
Iwan Sulima, ukr. Іван Сулима (ur. w końcu XVI w. w Rohoszczu, zm. 12 grudnia 1635 w Warszawie) – hetman nierejestrowych wojsk Kozaków zaporoskich w latach 1628–1629 i 1630–1635, przywódca powstania kozackiego w 1635 roku.
Drobny szlachcic. Przez pewien czas był jednym z zarządców majątku Stanisława Żółkiewskiego (1615) і jego spadkobierców Daniłowiczów, za tę służbę otrzymał w 1620 wsie: Sulimówkę, Kuczaków i Lebiedyn w województwie kijowskim, w okolicach Boryspola. Jako watażka kozacki, Sulima prowadził kilka wypraw przeciw Chanatowi Krymskiemu i Imperium Osmańskiemu, za co został nawet odznaczony medalem przez papieża Pawła V.
Powracając z Kozakami znad Morza Czarnego, z wyprawy przeciw Turkom, w nocy z 3 na 4 sierpnia 1635 zaatakował i zdobył z zaskoczenia (po trwających około sześć godzin walkach) świeżo wzniesioną polską twierdzę Kudak nad Dnieprem, po czym wyrżnął jej załogę (ok. 200 ludzi pod dowództwem Jeana Mariona) i twierdzę zniszczył. Polska wysłała następnie karną ekspedycję przeciw Kozakom pod dowództwem Stanisława Koniecpolskiego, złożoną z Polaków i Kozaków rejestrowych. W wyniku ekspedycji, Sulima z pięcioma najbliższymi pomocnikami został wydany przez starszyznę i zawieziony do Warszawy. Sulima przed straceniem 12 grudnia przyjął wiarę katolicką i dlatego prosił, aby pochowano go wraz z wizerunkiem, jaki otrzymał od papieża. Pomimo wstawiennictwa przed sejmem samego króla Władysława IV został stracony „... od swoich był wydany i zaprowadzony do Warszawy na sejm dwuniedzielny, który się w roku 1636, na początku roku odprawował. Tamże z kilką takichże łotrów ścięty i ćwierciami na pal wbity...”.